# 솔른쳅스카야 브라트바
솔른쳅스카야 브라트바(러시아어: Солнцевская братва)는 러시아 마피아 최대 조직이다.

## 역사
러시아 마피아는 그냥 브라트바라고도 부른다. 형제단이라는 의미이다. 솔른쳅스카야 브라트바의 전체 조직원 수는 9,000명이 넘는다.
2014년 미국 경제지 포춘(Fortune)은 전세계 5대 범죄조직을 발표했다
- 1위 러시아의 솔른쳅스카야 브라트바(Solntsevskaya Bratva). 연간 수익 85억 달러.
- 2위 일본 최대 야쿠자 조직인 야마구치구미. 연간 수익 80억 달러
- 3위 이탈리아 마피아 카모라(Camorra). 연간 수익 49억 달러
- 4위 이탈리아 마피아 은드란게타(Ndrangheta). 연간 수익 45억 달러
- 5위 멕시코 시날로아 카르텔(Sinaloa Cartel). 연간 수익 30억 달러